# Thongdrel

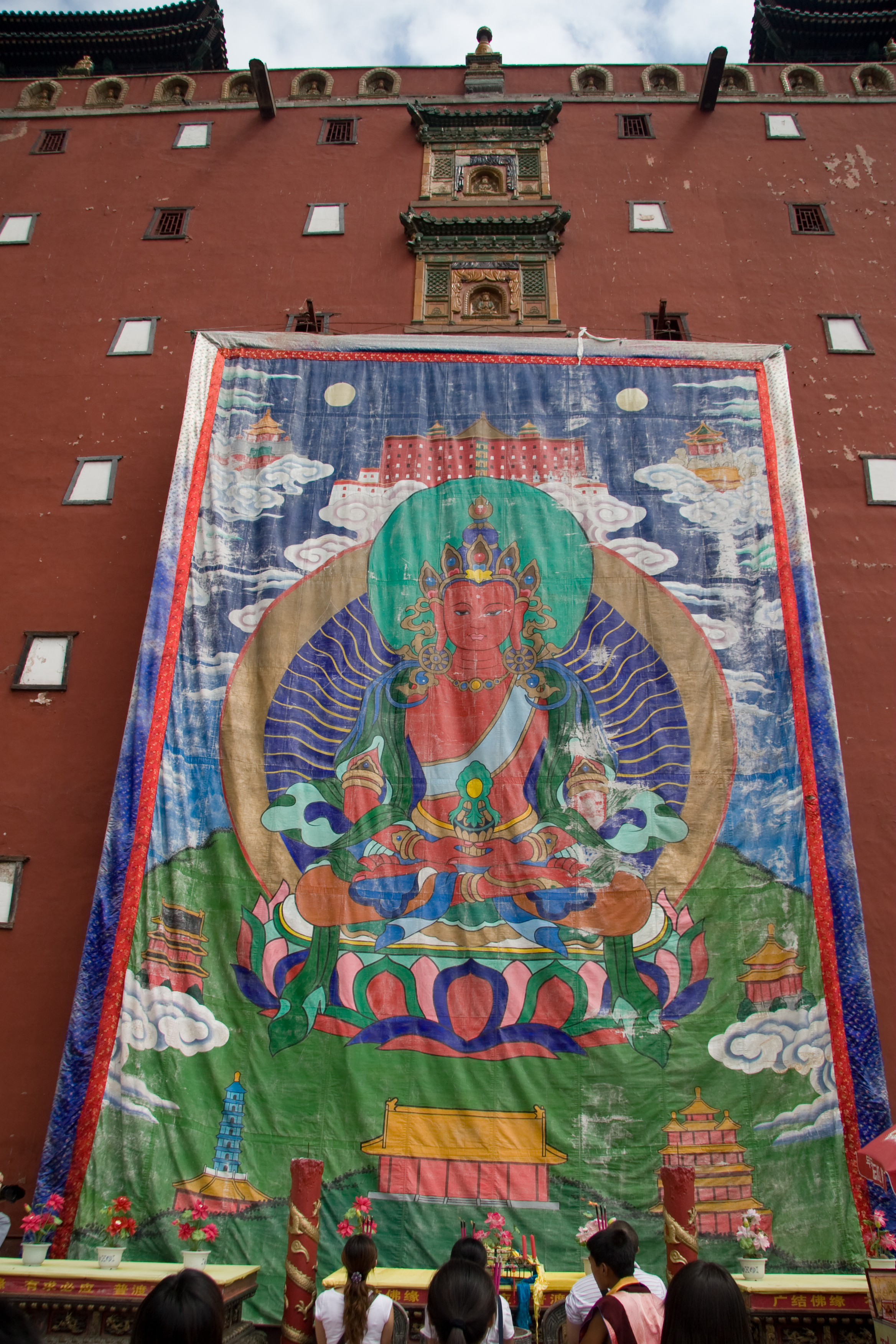
Illustrazione popolare

Se denomina thongdrel (o throngdrel) a un gran tapiz que se expone durante los festivales religiosos llamados tsechus que se realizan en Bután. Poseen una simbología equivalente a la de las pinturas tibetanas denominadas thangka. Por lo general los thongdrels muestran al Guru Rinpoche sentado y rodeado de seres celestiales.
Los thongdrels están formados por dos capas de tela de seda, una que posee la pintura y la otra es un cobertor amarillo que la protege. Los thongdrels son expuestos una vez al año como punto culminante del festival tsechu en un distrito o dzongkhag (aunque no todos los distritos poseen un thongdrel). No se permite que los rayos directos del sol toquen la pintura, por ello la misma es expuesta a las 3:00 de la madrugada y es enrollada y guardada a las 7:30 de la mañana. 
Existe la creencia que la sola vista de un thongdrel expuesto limpia a la persona de sus pecados.